# 倩女幽魂 (電視劇)
《倩女幽魂》，兩岸三地与新加坡合拍的電視劇，由陳曉東、徐熙媛、宣萱、吳京等主演，於2003年上映。中国大陆播出时电视剧分为上下部，上部《同心生死约》，下部《玄心奥妙诀》。

## 演員
| 演员   | 角色              | 备注 | 國語配音 |
| 徐熙媛 | 聶小倩 （聂晓茜） | 狐妖 七世怨侶 莫邪转世 原型为《倩女幽魂I：妖魔道》的聂小倩                                                        | 許淑嬪   |
| 陳曉東 | 寧采臣 （蔺彩晨） | 书生 原型为《倩女幽魂I：妖魔道》的宁采臣                                                                          | 李景唐   |
| 元華   | 燕赤霞 （燕至侠） | 司馬三娘之夫 燕紅葉之父 玄心正宗前任宗主 原型为《倩女幽魂I：妖魔道》的燕赤霞                                      | 李香生   |
| 吳京   | 諸葛流雲          | 燕紅葉之師兄 藍魔與諸葛青天之子 诸葛无为之弟 玄心正宗弟子 原型为《倩女幽魂II：人间道》的知秋一叶                  | 于正昌   |
| 恬妞   | 司馬三娘          | 燕赤霞之妻 燕紅葉之母                                                                                             | 馮美麗   |
| 宣萱   | 燕紅葉/司馬紅葉   | 七世姻緣 燕赤霞與司馬三娘之女                                                                                     | 王瑞芹   |
| 聶遠   | 七夜              | 陰月皇朝聖君 魔宫帝君 七世怨侶 干将转世 武功“斬天拔劍術”                                                          | 官志宏   |
| 沈曉海 | 金光              | 当朝国师 玄心正宗宗主 玄心正宗至尊 玄心正宗第五代监察密使 武功“玄心奥妙诀” 原型为《倩女幽魂II：人间道》的普渡慈航 | 夏治世   |
| 羅嘉良 | 六道              | 陰月皇朝第六代聖君 魔宮先帝君                                                                                     | 王希華   |
| 鄧萃雯 | 素天心            | 无泪之城城主 创立武功“玄心奥妙诀”并将之传于玄心正宗的首任宗主，后武功被宗主金光继承                               | 陶敏嫻   |
| 呂頌賢 | 諸葛青天          | 諸葛流雲與諸葛無為之父 玄心正宗弟子                                                                               | 李香生   |
| 陳秀雯 | 藍魔              | 諸葛流雲之母 | 許淑嬪   |
| 麥家琪 | 魅姬              | 蜘蛛妖 原型为电影《倩女幽魂I：妖魔道》中的树妖姥姥                                                                | 馮美麗   |
| 苑瓊丹 | 平安母            | | 馮美麗   |
| 海俊傑 | 一夕              | 陰月皇朝第一代聖君 魔宮先帝君 魔宮的创立者                                                                        | 陳幼文   |
| 黃維德 | 干將              | 铸剑师 七夜前世                                                                                                   | 于正昌   |
| 桑妮   | 莫邪              | 铸剑师 聂小倩前世                                                                                                 | 王瑞芹   |
| 夏雨喬 | 小雪              | 雪妖 | 陶敏嫻   |
| 王祿江 | 諸葛無為          | 七世姻緣 諸葛青天之子 諸葛流雲之兄                                                                                | 夏治世   |
| 陳傳之 | 鏡無緣            | 陰月皇朝军師 魔宮帝師                                                                                             | 陳幼文   |
| 洪乙心 | 平安              | | 王瑞芹   |
| 朱晏   | 陰月太后/月魔     | 陰月皇朝皇太后 月魔                                                                                               | 陶敏嫻   |
| 陳紫函 | 上官玉兒          | 上官遠凡妹妹 | 馮美麗   |
| 潘潔   | 寧母              | 寧采臣母親 | 王瑞芹   |
| 卓凡   | 上官遠凡          | 大将军 | 李香生   |

## 武器
一夕剑：传说以六合晶英和一夕的灵魂合铸而成，乃天下奇兵，具有灵性，此剑曾被七夜使用。

## 原声音乐

### 演唱曲
| 曲別   | 歌曲           | 主唱   | 作曲   | 填詞 | 編曲   |
| 主題曲 | 倩女幽魂       | 陳曉東 | 黃霑   | 黃霑 | 邱旺蒼 |
| 片尾曲 | 般若波羅蜜     | 陳曉東 | 陳曉東 | 林夕 | 屠穎   |
| 插曲   | 吻下去，愛上你 | 陳曉東 | 陳曉東 | 林夕 | 屠穎   |

### 電視劇配樂寫真集
2003年，该剧推出《电视剧配乐写真集》CD，收录了片中部分原创配乐，配乐作者为台湾作曲、编曲人徐嘉良。值得注意的是，虽然原声唱片收录的配乐的确被剧中使用，并且标注了配乐的作者是徐嘉良，但出于一些原因，该剧的正式片尾字幕中并没有标注配乐作者是徐嘉良。
1. 初
2. 新月
3. 孤心
4. 心嫁
5. 追
6. 悸
7. 夜奔
8. 殇
9. 琴心
10. 叛逃
11. 月影舞
12. 夜祭
13. 黑风
14. 征
15. 无期
16. 黎明不再
17. 来生